# Tibergs udde
Tibergs udde este o arie protejată (arie specială de conservare — SAC, sit de importanță comunitară — SCI) din Suedia întinsă pe o suprafață de 4,9 ha, integral pe uscat.

## Localizare
Centrul sitului Tibergs udde este situat la coordonatele 59°51′17″N 14°15′21″E / 59.8546°N 14.2559°E.

## Înființare
Situl Tibergs udde a fost declarat sit de importanță comunitară în ianuarie 2002 pentru a proteja 1 specie de plante. Situl a fost protejat și ca arie specială de conservare în martie 2011.

## Biodiversitate
Situată în ecoregiunea boreală, aria protejată conține 1 habitat natural: Fânețe montane.
La baza desemnării sitului se află o specie protejată de  plante: papucul doamnei (Cypripedium calceolus).